# Calle 134
La Avenida Iberia, Avenida Contador o Avenida Calle 134 es una importante arteria del norte de la ciudad de Bogotá.

## Trazado
La Calle 134 comienza en la Carrera Séptima, continúa hacia el occidente llegando a la Avenida NQS cerca al Country Club y haciendo de límite sur del barrio Contador. Continúa hacia el occidente pasando sobre la Autopista Norte, y cruzándose con la Avenida Córdoba, la Avenida Las Villas, hasta llegar a la intersección de la misma con la Avenida Boyacá cerca del Colegio Santo Tomás de Aquino.

## Sitios importantes en la vía
- Country Club

- Datos: Q17623515